# Annegriet Wietsma
Annegriet Wietsma (1958) is een Nederlandse journalist, schrijver, regisseur, documentaire- en podcastmaakster.
Na het gymnasium studeerde Wietsma Sociale Pedagogiek aan de Universiteit van Amsterdam. Sinds 1987 deed zij de regie en productie van vele documentaires, televisieuitzendingen en bedrijfsfilms in uiteenlopende genres.
Samen met militair-historica Stef Scagliola en producent Jean Hellwig zette zij in 2009 het project Oorlogsliefdekind.nl op. Onderwerp van het project waren kinderen geboren tijdens de koloniale oorlog in Indonesië 1946-49 uit een relatie tussen Nederlandse militairen en Indonesische vrouwen. In 2010 werd met omroeppartners als Andere Tijden, OVT en Geschiedenis 24 aandacht aan het project geschonken. De film Tuan Papa was een van de resultaten. De website en de film werden in 2011 ook in Indonesië uitgebracht. Het boek Liefde in tijden van oorlog, over Nederlandse militairen die tijdens de koloniale oorlog in Indonesië 1946-1949 duizenden geheime kinderen verwekten, verscheen in 2013. 
In 2012 zette ze als Artist in Residence van de gemeente Nijmegen (Regionaal Archief) en de Radboud Universiteit met militair historica Stef Scagliola een Oral History project op voor de stad Nijmegen. De presentatie vond plaats in de Nijmeegse 'Week van storytelling en luisteren'. 
In haar zesdelige Podcast De Deventer Mediazaak (2021) vertellen journalisten, redacteuren van talkshows, opiniemakers, BN’ers en andere betrokkenen over de impact die alle media-aandacht op hen had naar aanleiding van de Deventer Moordzaak (1999). 
Haar 7-delige podcast De Zwembadclub (aug 2023) stond wekenlang in de top van best beluisterde podcasts.

## Erkenning
De podcast De Deventer Mediazaak werd onderscheiden met de BNR Best Dutch Podcast Award 2021 en met de Dutch Directors Guild Award 2021 voor uitmuntende audioregie. De documentaire Vrankrix and the Amsterdam €nrichment was finalist op het London Rocks Film Festival 2020. De website www.oorlogsliefdekind.nl eindigde in 2013 in de Top-5 Publieksfavorieten bij de Geschiedenis Online Prijs.
De Tegel 2021 voor 'beste audioproductie' werd toegekend aan de podcastserie  De Deventer Mediazaak die ze maakte met Joram Willink.

## Overige activiteiten
In 1987 werd ze bestuurslid van de Coornhert-Liga. Daarna was ze manager van de StEM St. Expressieve Muurkrant in Amsterdam. Wietsma was na 2006 enige jaren voorzitster van de Nederlandse Beroepsvereniging voor Film- en Televisiemakers.  Ook was zij lid van de Amsterdamse straatnamencommissie.
Als gastdocent documentairemaken werkte Wietsma in het voortgezet en hoger onderwijs. Als columniste werkte ze van 2007 tot 2009 bij het historische magazine Fluisterende Muren van de Vereniging Ons Amsterdam.
Wietsma geeft regelmatig workshops Oral History Interviewtechnieken.

## Filmografie (selectie)
- Vrankrix en het Amst€rdamse rijk (2020)
- De Strijd om het Binnenhof, zevendelige serie (2020)
- Vrouw op Mars televisieserie (2018)
- Hoop en Wanhoop in het Midden-Oosten, vierdelige serie, NTR (2018)
- Amsterdam terug aan het IJ (2016)
- De Strijd - de Gouden Eeuw van de Arbeider, vierdelige serie voor de VARA (2015)
- Just People – a quest for social souls with independent minds (2011)
- Tuan Papa – de verzwegen kinderen van Nederlandse militairen in Indonesië (2010)
- Dolle Mina – het lef om luidruchtig te veranderen (2010)
- Sozdar – zij die haar belofte nakomt (2007)
- De Dans van de Paradijsvogel – de verboden liefde tussen een papoeameisje en een pater (2005)
- De Passanten – twee eeuwen Amsterdamse geschiedenis, gezien door de ogen van een gebouw (1994)
- Eerst het eten, dan de huur – huurstaken toen en nu (1986)

Afleveringen Andere Tijden
- Russische Oorlogsbruiden in Nederland (2016)
- Vrouwen ten strijde! (2012)
- Geweten in de oorlog (2012)
- Mina en haar mannen (2010)
- Provo, politie en de buitenlandse pers (2009)
- Tropische Liefde (2008)
- De Keizerinnen (2005)
- De Obano-opstand (2003)
- De Ajam-Affaire (2002)
- Kneppelfreed (2001)
- 100 jaar Woningwet (2000)

## Prijzen
- De Tegel 2021
- Dutch Directors Guild voor beste audio regieprestatie 2021
- Dutch Podcast Award voor Beste Podcast van 2021 [6]